# Orazio Antonio Cappelli
Pour les articles homonymes, voir Cappelli.
Orazio Antonio Cappelli (né à San Demetrio ne' Vestini, le 1er mars 1742 – mort à Naples, le 1er août 1826) est un poète, homme politique et diplomate napolitain.

## Biographie

### Aspect général
Il a suivi l'éducation des jésuites à L'Aquila, où il avait l'abbé et philologue Vito Maria Giovenazzi comme professeur. En 1767, à la mort de son père, Orazio Antonio est envoyé par un oncle tuteur à Naples pour apprendre les disciplines juridiques, ainsi que pour étudier les lettres à l'Université napolitaine.
À cette époque, il fait la rencontre de Bernardo Tanucci, à qui il a dédié un court poème didactique, De la loi de la nature, qui a rencontré un certain succès, au point que l'homme d'État lui proposa de rejoindre le nombre de ses collaborateurs, en le nommant secrétaire (10 avril 1773 ). De là a commencé sa carrière politico-diplomatique pour le royaume des Deux-Siciles.
Ami de Basilio Puoti, Cappelli fait partie d'importantes institutions culturelles de l'époque, dont l'Académie de l'Herculanum, desaborigènes et, en utilisant le pseudonyme d'Euchire Ercolanense, d'Arcadia .
Grand officier de l'ordre de Saint-Ferdinand et du mérite, il reçut le titre de marquis le 15 octobre 1810.

### Carrière diplomatique et politique
Diplomate, le marquis Domenico Caraccioli lui commande en 1788 d'écrire, au nom du souverain, au pape Pie VI, à propos des hommages de vassalité (Chinea) dus par le roi de Naples au Saint-Siège . La résolution de ce problème lui fit attribuer, en 1789, la croix de l'ordre sacré et militaire constantinien de Saint-Georges et de la Commanderie de S. Antonio di Gaeta, qui était auparavant due à Gaetano Filangieri.
En 1795, il est nommé secrétaire du gouvernement de la Sicile, avec un rôle supplémentaire d'inspecteur des postes. À Palerme, où, en outre, à la suite de l'avance française, Ferdinand IV s'était réfugié, il fut nommé sous-directeur des affaires étrangères. De retour à Naples, il a été nommé sous-directeur de "Grace, Justice, Annona et haute police" et deux ans plus tard, en 1801, en plus, celui des Affaires ecclésiastiques. En 1812, comme en 1815, il était ministre secrétaire d'État du royaume des Deux-Siciles , tandis qu'en 1820, il était nommé conseiller d'État.
À sa mort, son éloge fut rédigé par Basilio Puoti et d'autres écrivains avec une épigraphe et une collection de sonnets .

### Œuvres principales
- De la loi de la nature. poème , à Naples, Donato Campo 1772.
- Caserta. Endecasyllables de Euchire Ercolanense PA , à Naples, Giuseppe Daniele 1778 .
- Pour les funérailles de la majesté catholique Charles III, célébrées dans l'église royale des religieuses de Caserte le 13 février 1789. inscriptions , sil, 1789.
- Œuvres, 2 vol., À Naples, Imprimerie et papeterie de Fibreno, 1832.